# La Ronde des Flandres
La Ronde des Flandres est un téléfilm franco-belge réalisé et coécrit par André Chandelle en 2003 et sorti à la télévision en 2004 :

## Distribution
- Jean-Yves Berteloot : Jacky Vassens, un ancien coureur cycliste qui vient de purger une peine de prison pour faits de dopage, de retour à Condé-sur-l'Escaut
- Claire Nebout : Marie, l'ancienne fiancée de Jacky, qu'il a abandonnée enceinte
- Henri Guybet : Milou, le vieil entraîneur de l'Equipe Condéenne de Cyclisme, fatigué et diabétique
- Claude Brosset : Emile
- Jean-Paul Bonnaire : Staquet
- Brigitte Chamarande : Claire
- Alexandre Murard : Vincent Basso, le fils de Jacky, qu'il ne connaissait pas, jeune espoir de l'Equipe Condéenne de Cyclisme
- Morgan Marinne (sous le nom de Morgan Marine) : Ludo, le leader du peloton
- Thierry de Coster : le boucher Collinet, le sponsor de l'Equipe Condéenne de Cyclisme
- Romain Vissol : Lorent Collinet, un coureur cycliste nul mais dont le père est le parrain de l'équipe